# Тор Геннінґ
Тор Геннінґ (швед. Thor Henning, 13 вересня 1894 — 7 жовтня 1967) — шведський плавець.
Призер Олімпійських Ігор 1912, 1920, 1924 років.